# تئاتر سیرکل این د اسکوئر
تئاتر سیرکل این د اسکوئر (انگلیسی: Circle in the Square Theatre) یک سالن تئاتر در نیویورک، آمریکا است.
این سالن که در سال ۱۹۷۲ تأسیس شده در منطقه تئاتر برادوی قرار دارد و دارای ۸۴۰ نفر ظرفیت است.